# Termes (hrad)
Hrad Termes (v okcitánštině Tèrme) je katarský hrad, který se nachází ve francouzském departementu Aude. Termes leží v srdci vápencového masivu Corbières, asi čtyřicet kilometrů jihovýchodně od města a pevnosti Carcassonne. Hrad Termes je jedním z tzv. „pěti synů Carcassonne“, spolu s hrady Quéribus, Puilaurens, Aguilar a Peyrepertuse, které se všechny nacházejí na vrcholcích skalních výběžků s pověstí „nedobytných“ hradů.

## Historie
Z právního hlediska patřil Termes do panství vikomtů z Carcassonne, ve skutečnosti však byli páni z Termes do značné míry nezávislí. Ze zdrojů z 11. a 12. století vyplývá, že do sféry vlivu pánů z Termes náleželo asi 60 vesnic, z toho 28 opevněných. Ve středověku se v Corbières těžila ruda a část výnosů plynula pánům z Termes.
Hrad Termes je poprvé zmiňován již v první polovině 12. století. Ke konci století poskytoval útočiště mnoha katarům, kteří se usadili v opevněné vesnici pod jeho úpatím. V roce 1210 byl hrad v průběhu albigenského tažení (1209–1229) obléhán jako jeden z katarských hradů, přičemž obě strany disponovaly katapulty. Po téměř čtyřměsíčním obléhání – cisterny s vodou byly prázdné a obránci onemocněli úplavicí – padl hrad v prosinci 1210 do rukou křižáků pod vedením Simona de Montfort. Raimond de Termes, otec Oliviera de Termes, byl zajat a krátce nato zemřel v žaláři v Carcassonne.
V roce 1224 Olivier de Termes, syn Raymonda, hrad znovu dobyl, ale v důsledku smlouvy z Meaux v roce 1228 přešel do francouzské královské moci. V roce 1240 jej Olivier znovu obsadil, což se časově shodovalo s ofenzívou vikomta Raimonda Trencavela II. za účelem znovuzískání Carcassone, a pokračoval v odporu proti křižákům, až byl v roce 1246 Olivier poražen a na příkaz francouzského krále Ludvíka IX. poslán na křížovou výpravu na Východ.
V roce 1228 byla do tehdy značně poničeného hradu umístěna královská posádka, která měla na jedné straně zabránit opětovnému vzplanutí katarského hnutí, na druhé straně však také chránit strategicky důležitou pozici v boji proti expanzivním snahám aragonské koruny. Francouzský král Ludvík IX. nechal hrad kolem roku 1260 přestavět.
Již sedm let před uzavřením Pyrenejského míru v roce 1659 nařídil král Ludvík XIV. zničení hradu, který se stal oporou pro lupiče a silniční bandity. Výbušné a demoliční práce byly svěřeny podnikateli z Limoux, který nechal odvézt a prodat ještě použitelné kameny. Již v roce 1654 byly práce z velké části dokončeny, náklady pro státní pokladnu činily 14 922 livrů a 10 sou.

## Architektura
Rozsáhlá zřícenina hradu, postaveného na skalnatém výběžku a ze tří stran chráněného hlubokými roklemi, se rozkládá na ploše 16 000 metrů čtverečních.
Do dnešní doby se dochovaly pouze zbytky hradních ruin pocházející z velké části z období přestavby za Ludvíka IX. Ze staršího katarského hradu již nelze téměř nic identifikovat.
Hrad, jehož půdorys byl z velké části přizpůsoben skalnatému terénu a který byl snadno přístupný pouze z jižní strany, měl vnější obrannou zeď s několika kruhovými věžemi spojenými navzájem ochozem.
Samotný hlavní hrad ležel ještě asi 15 metrů výše a skládal se z několika obdélníkových obytných budov s podzemními cisternami. Zda zde byl donjon, stále není zcela jasné. Samostatná, dříve klenutá budova s křížovým oknem je archeology s vysokou pravděpodobností identifikována jako hradní kaple.
V 20. století byla přijata opatření k zachování tohoto místa. Od roku 1989 je zapsán na seznamu historických památek francouzského ministerstva kultury. Od roku 1989 je majetkem obce Termes. Nachází se 15 až 20 minut chůze od vesnice a je volně přístupné návštěvníkům. V roce 2025 probíhají rekonstrukční práce na hradbách.
Z hradu je nádherný výhled do soutěsky gorges de Terminet.

## Galerie

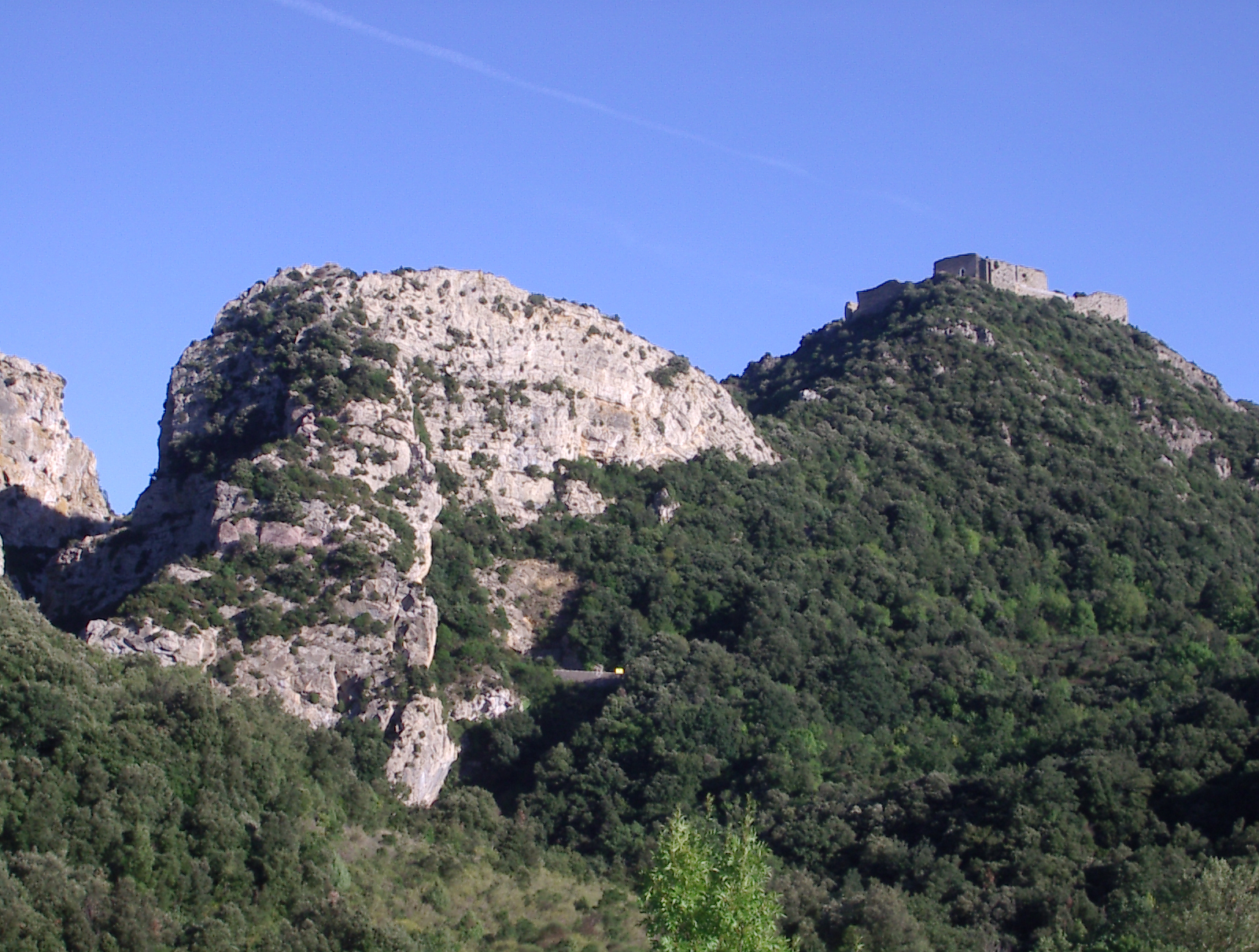
pohled na hrad ze soutěsky gorges de Terminet
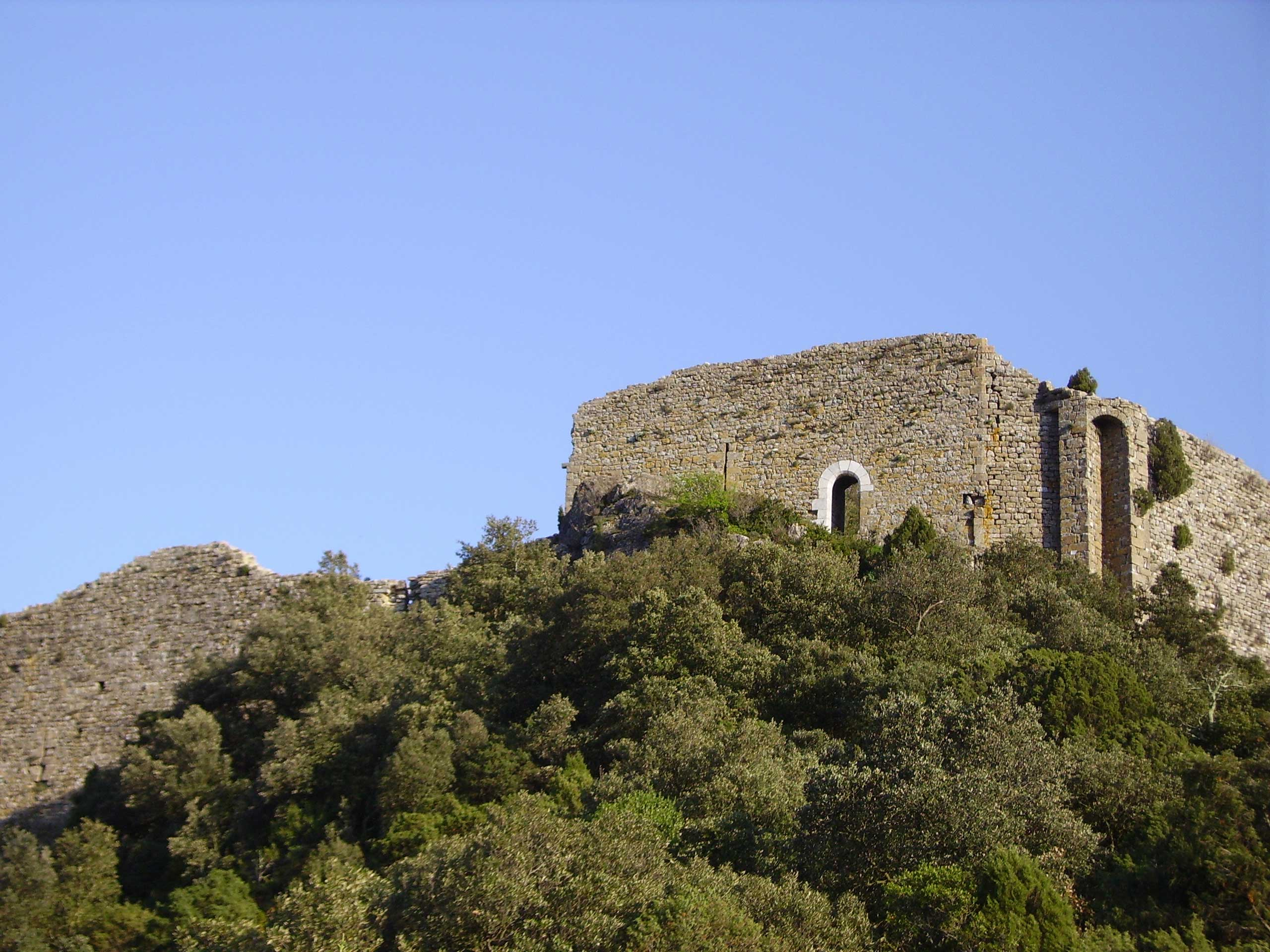
Severozápadní roh hradu Termes
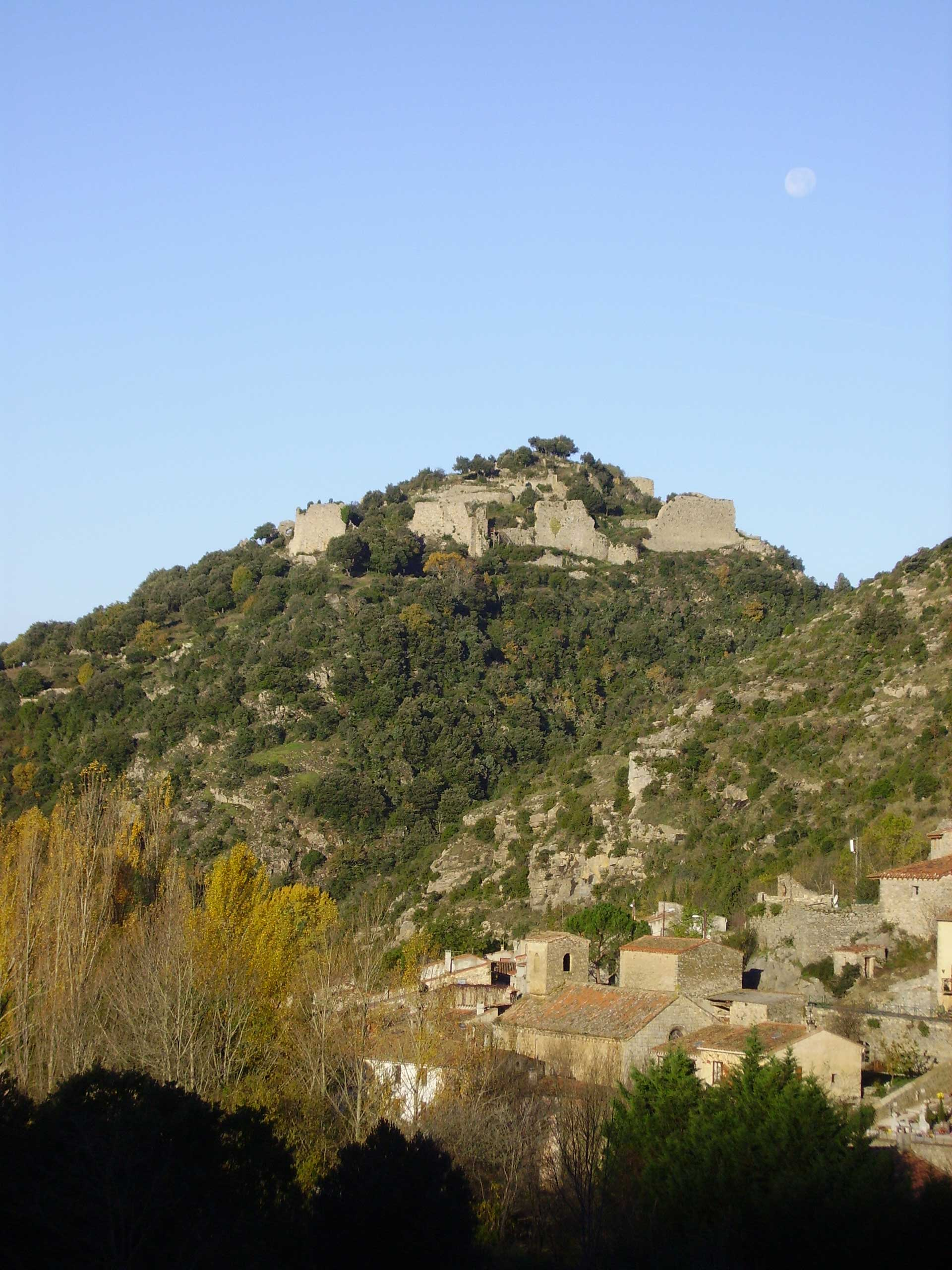
pohled na hrad z vesnice Termes
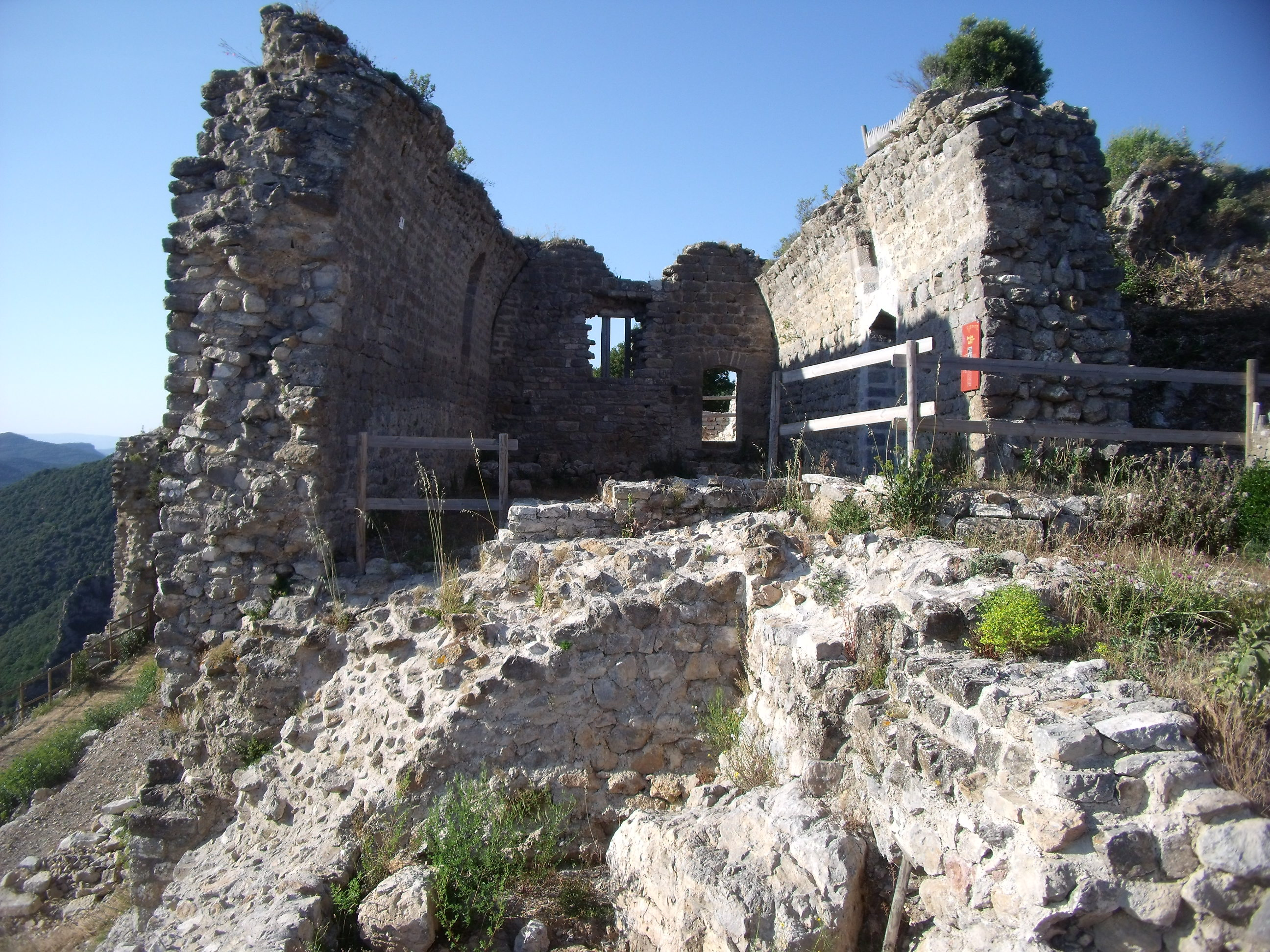
zbytky hradní kaple
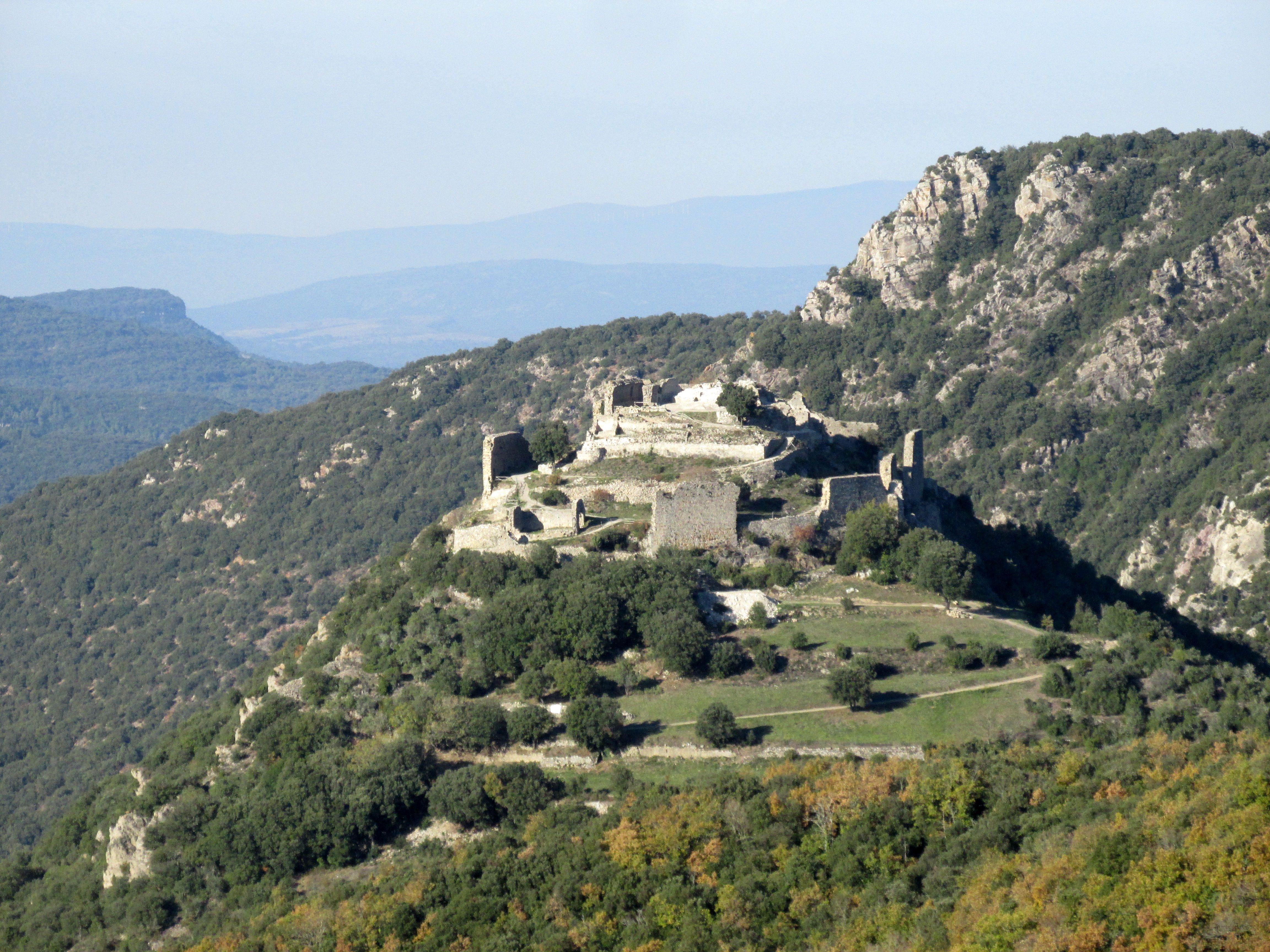
pohled na hrad od jihu
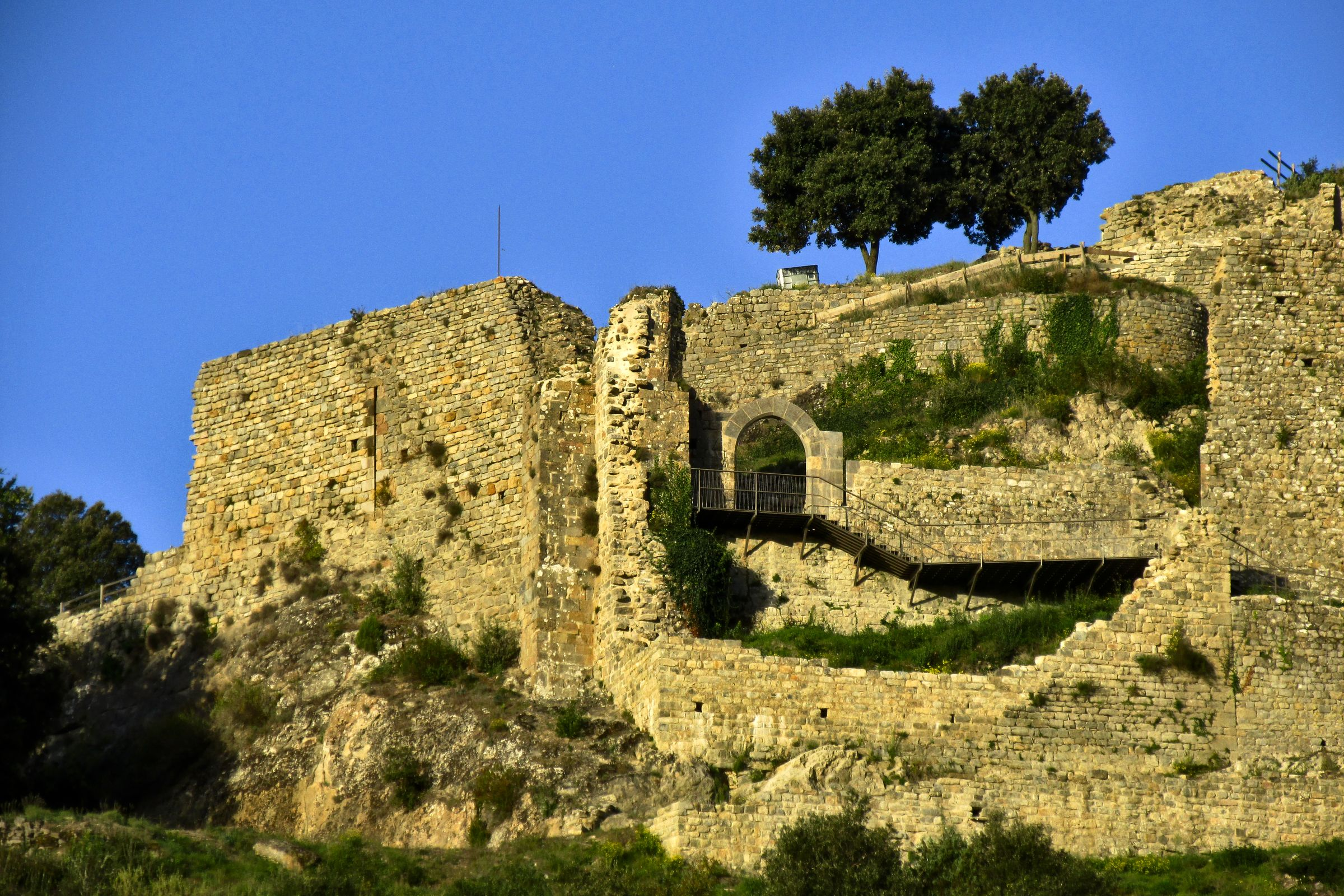
vstup do hradu
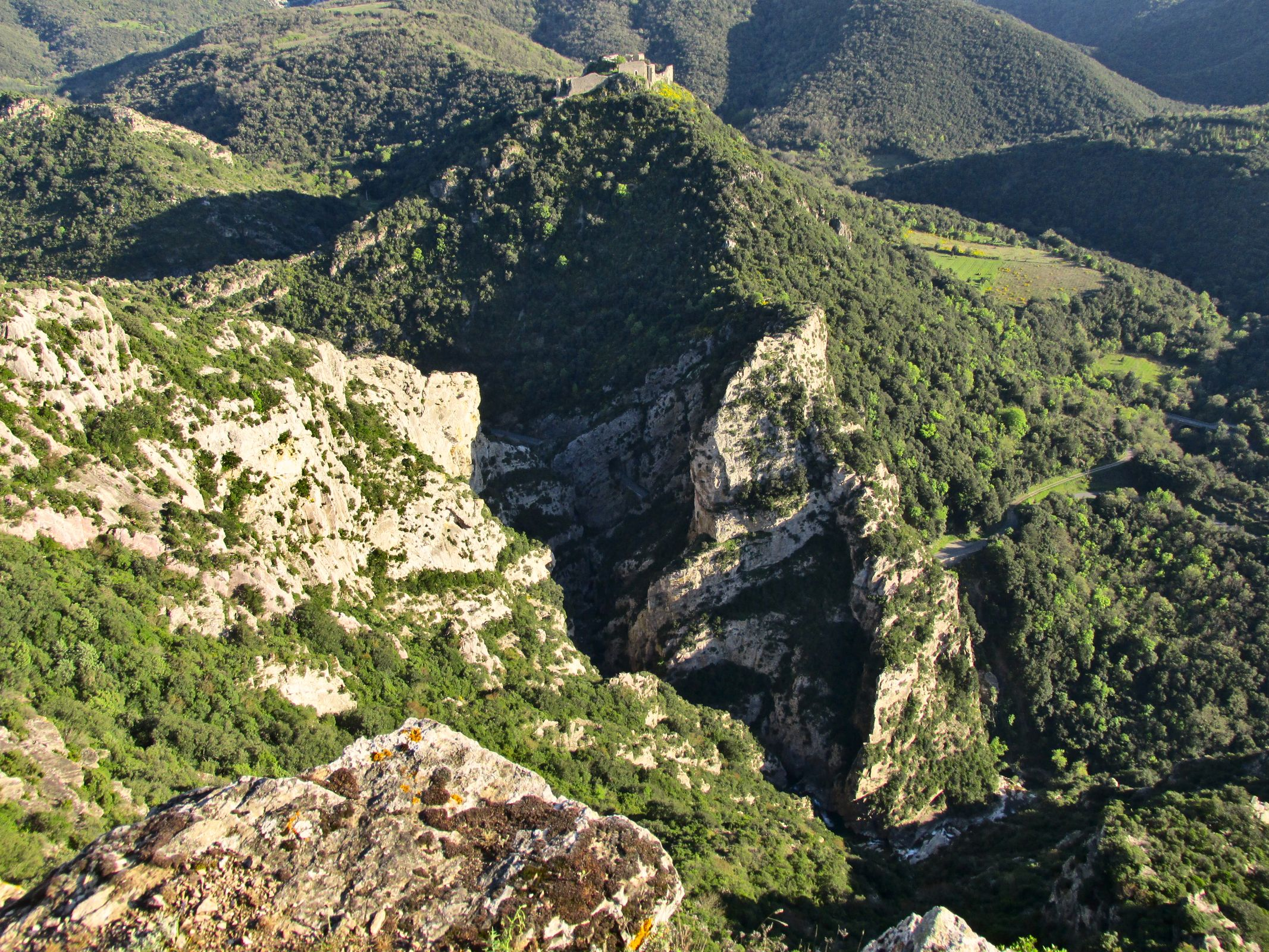
pohled na hrad se soutěskou gorges de Terminet v popředí
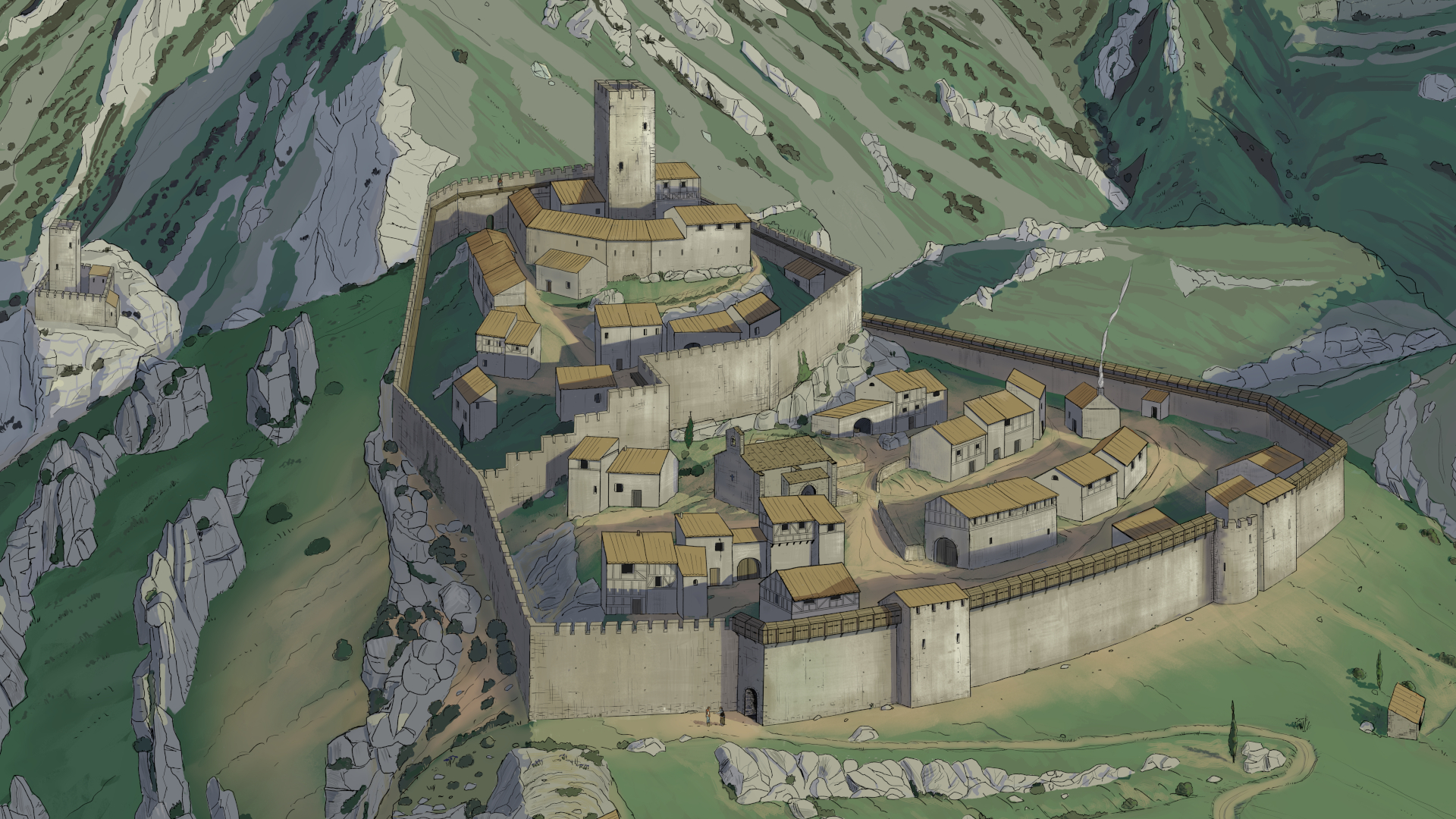
hypotetická rekonstrukce podoby hradu z počátku 13. století